# Islote Ricardo
Die Islote Ricardo ist eine kleine Insel vor der Danco-Küste des Grahamlands auf der Antarktischen Halbinsel. Sie liegt laut der im  Composite Gazetteer of Antarctica hinterlegten Koordinaten in der Alvaro-Bucht auf der Nordseite der Bryde-Insel im Paradise Harbor.
Argentinische Wissenschaftler errichteten hier am 12. November 1953 eine Schutzhütte, die bereits 1954 geschlossen wurde und von der 1958 nur noch Überreste existierten. Der Namensgeber der Insel ist nicht überliefert.